# Manabu Chiba
Pour les articles homonymes, voir Chiba (homonymie).
Manabu Chiba (千葉 学, Chiba Manabu), né à Tokyo en 1960, est un architecte japonais. Il obtient sa maîtrise de l'université de Tokyo en 1987. Il travaille chez Nihon Sekkei (ja) jusqu'en 1993 quand il devient associé de Factor N Associates. Il fonde sa propre agence Chiba Manabu Architects en 2001.
Il a été professeur assistant auprès de Tadao Andō. À l'université de Tokyo, il est professeur agrégé à l'école supérieure d'architecture de la faculté de génie. Il a également été professeur invité à l'ETH Zurich (2009-2010).
Ses créations vont des bâtiments résidentiels et commerciaux aux immeubles de bureaux. Son travail a été reconnu par le prix du meilleur jeune architecte (1998) du JIA (« The Japan Institute of Architects ») et plusieurs autres récompenses de concours de design au Japon.

## Source de la traduction
- (en) Cet article est partiellement ou en totalité issu de l’article de Wikipédia en anglais intitulé « Manabu Chiba » (voir la liste des auteurs).